# Artère périnéale

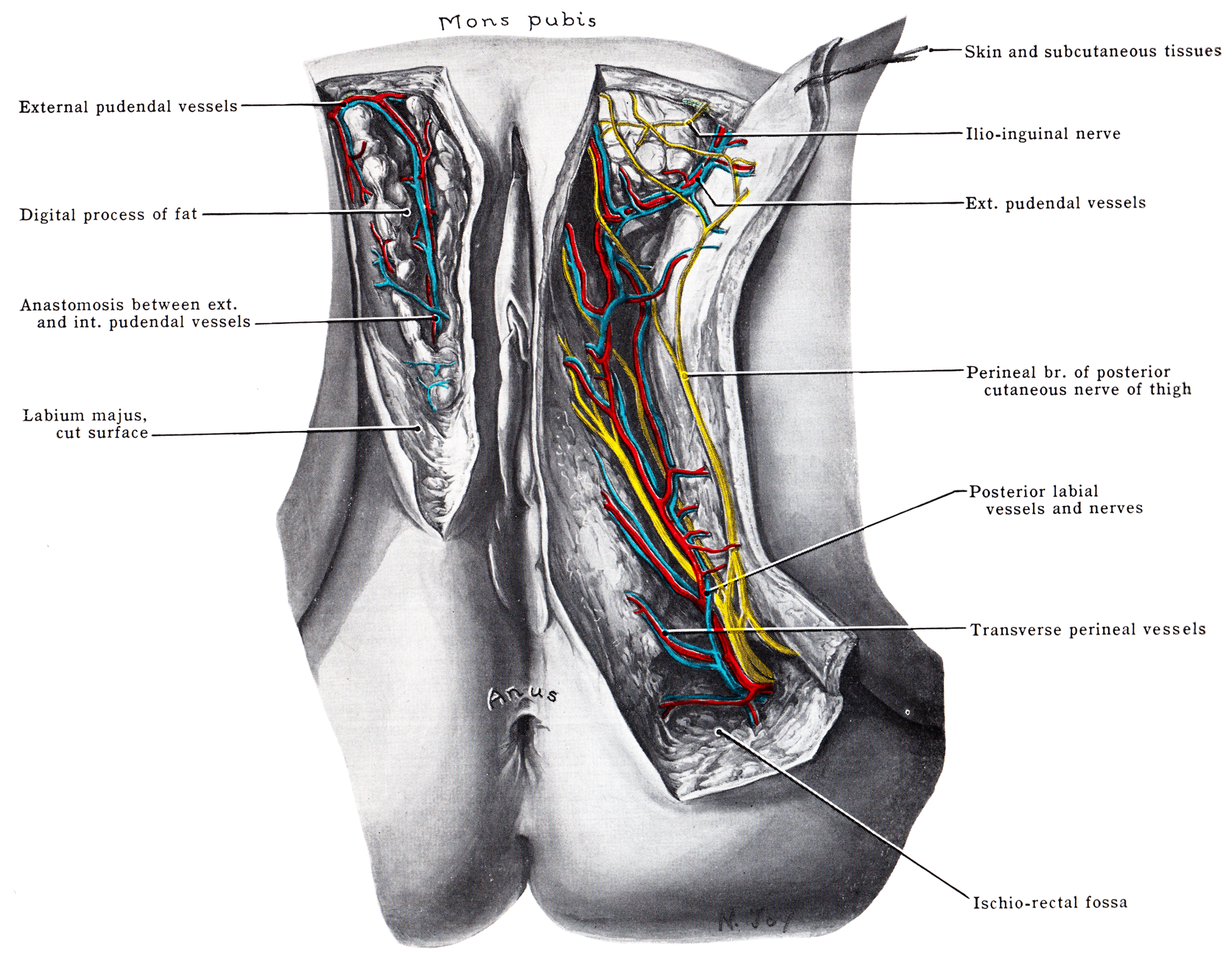
Les branches superficielles de l'artère périnéale chez la femme (posterior labial vessels)

L'artère périnéale (ou artère périnéale superficielle ou artère périnéale inférieure ou artère transverse du périnée) est une artère systémique paire de l'abdomen située dans le petit bassin. Elle vascularise les structures superficielles du périnée et les organes génitaux externes.

## Origine
L'artère périnéale naît de l'artère pudendale interne dans le canal pudendal en regard du muscle transverse superficiel du périnée.

## Trajet
L'artère périnéale s'oriente vers le haut, croisant le muscle transverse superficiel du périnée, puis se dirige vers l'avant, parallèlement à l'arcade pubienne, dans l'espace intermédiaire entre les muscles bulbo-spongieux et ischio-caverneux.
Au cours de son trajet, elle donne des rameaux musculaires qui vascularisent les muscles transverse superficiel du périnée, bulbo-spongieux et ischio-caverneux ainsi que le corps du périnée. Elle donne également des rameaux cutanés qui vascularisent la peau du périnée et de la région fessière inférieure.

## Terminaison
Chez la femme, l'artère périnéale se termine en plusieurs rameaux labiaux postérieurs (ou artères labiales postérieures) qui se dirigent vers la partie postérieure des grandes lèvres. Elles vascularisent la peau de ces dernières et s'anastomosent avec les rameaux labiaux antérieurs de l'artère pudendale profonde et avec les rameaux labiaux postérieurs controlatéraux.
Chez l'homme, l'artère périnéale se termine en plusieurs rameaux scrotaux postérieurs (ou artères scrotales postérieures) qui se dirigent vers la face postérieure du scrotum. Elles vascularisent la peau de ce dernier et s'anastomosent avec les rameaux scrotaux antérieurs de l'artère pudendale profonde et avec les rameaux scrotaux postérieurs controlatéraux.